# داوود یوسفیان
داوود یوسفیان (زاده ۱۳۲۵ تهران) تدوینگر اهل ایران است.
وی در سال ۱۳۵۰ از اولین دوره مدرسه عالی تلویزیون و سیما در رشته تدوین فارغ التحصیل شد. او فعالیت خود را از سال ۱۳۵۵ با تدوین فیلم چه پر ستاره بود شبم آغاز کرد. یوسفیان در سال ۱۳۷۱ به همراه محسن مخملباف جایزه بهترین تدوین را برای فیلم ناصرالدین شاه آکتور سینما دریافت کردند.

## آثار
- پایان‌نامه (۱۳۸۹)
- بچه‌های ابدی (۱۳۸۵)
- گیلانه (۱۳۸۳)
- روایت سه‌گانه (اپیزود اول، یک آرزوی کوچک) (۱۳۸۲)
- روایت سه‌گانه (اپیزود دوم، شوخی‌های خدا) (۱۳۸۲)
- روایت سه‌گانه (اپیزود سوم، ننه گیلانه) (۱۳۸۲)
- عروس افغان (۱۳۸۲)
- فراری (۱۳۸۱)
- هفت ترانه (۱۳۸۰)
- چشمهایش (۱۳۷۸)
- کمکم کن (۱۳۷۷)
- ترور (۱۳۷۶)
- حریف دل (۱۳۷۵)
- سجده بر آب (۱۳۷۵)
- تعقیب (۱۳۷۴)
- شیرین و فرهاد (۱۳۷۴)
- نگاهی دیگر (۱۳۷۳)
- هدف (۱۳۷۳)
- راز گل شب بو (۱۳۷۲)
- یاران (۱۳۷۲)
- بیا با من (۱۳۷۱)
- پیشانی سفید (۱۳۷۱)
- یک مرد یک خرس (۱۳۷۱)
- خطا (۱۳۷۰)
- گرگهای گرسنه (۱۳۷۰)
- ناصرالدین شاه آکتور سینما (۱۳۷۰)
- آتش پنهان (۱۳۶۹)
- بازگشت قهرمان (۱۳۶۹)
- دریا برای تو (۱۳۶۹)
- سایه خیال (۱۳۶۹)
- فانی (۱۳۶۸)
- سلام سرزمین من (۱۳۶۷)
- جدال در تاسوکی (۱۳۶۵)
- آن سوی مه (۱۳۶۴)
- پدربزرگ (۱۳۶۴)
- جاده‌های سرد (۱۳۶۴)
- گره (۱۳۶۴)
- نینوا (۱۳۶۲)
- چوپانان کویر (۱۳۵۹)
- چه پر ستاره بود شبم (۱۳۵۵)